# ExecuJet Aviation Group
ExecuJet Aviation Group ist eine Businesscharterfluggesellschaft mit Sitz in Zürich und Basis am Flughafen Zürich. Ein wichtiger Teil der Unternehmensaktivitäten sind FBO-Services. Die Gesellschaft bietet neben Charterflügen auch Aircraft-Management, Training, Kauf und Verkauf an.

## Geschichte
Das Unternehmen wurde 1991 in Johannesburg, Südafrika als Flugzeugwartungsunternehmen gegründet.

Im Jahre 2003 etablierte ExecuJet Middle East in einem joint venture mit Alpha 55 aus Dubai ein Aircraft Service Center und Ersatzteilzentrum für Bombardier Business Jets am Dubai International Airport.
Execujet übernahm 2010 den Betrieb des General Aviation Terminals am Flughafen Berlin-Schönefeld und fertigte dort sämtlichen Business-Aviation-Verkehr ab.
Im Juni 2015 wurde Execujet von Luxaviation übernommen.
Anfang des Jahres 2019 wurde die Wartungssparte von ExecuJet an Dassault Aviation verkauft.
Im Juni 2021 wurde der FBO- und Hangar-Betrieb von ExecuJet in Zürich sowie das schweizerische Aircraft Management und die schweizerische Charter Division an Jet Aviation verkauft.

## Flotte
Execujets verfügt über eine Flotte von 133 Flugzeugen verschiedenster Flugzeugtypen sowie auch Hubschrauber.

## Standorte
ExecuJet operiert von 35 Standorten weltweit (Stand: 2022), unter anderen:
- Afrika
  - Johannesburg
  - Kapstadt
  - Lagos
  - Seychellen

- Asien und Pazifik
  - Auckland
  - Bali
  - Hong Kong
  - Kuala Lumpur
  - Melbourne
  - New Delhi
  - Perth
  - Singapur
  - Sydney
  - Wellington

- Europa
  - Barcelona
  - Berlin
  - Brüssel
  - Girona, Spanien
  - Ibiza
  - Kopenhagen
  - Moskau
  - München
  - Newmarket
  - Palma
  - St. Gallen-Altenrhein
  - Valencia
  - Zürich

- Karibik
  - Philipsburg, Sint Maarten

- Lateinamerika
  - General Escobedo, Ciudad General Escobedo, Mexiko
  - Toluca, Mexiko

- Mittlerer Osten
  - Dubai International
  - Dubai-World Central
  - Istanbul-Atatürk
  - Istanbul-Sabiha Gökçen
  - Riad

## AOC
ExecuJet ist im Besitz von sechs Luftverkehrsbetreiberzeugnissen für Flugzeuge und einem für Hubschrauber für die Schweiz, das Vereinigte Königreich, Dänemark, die Vereinigten Arabischen Emirate, Südafrika, Australien und Mexiko.

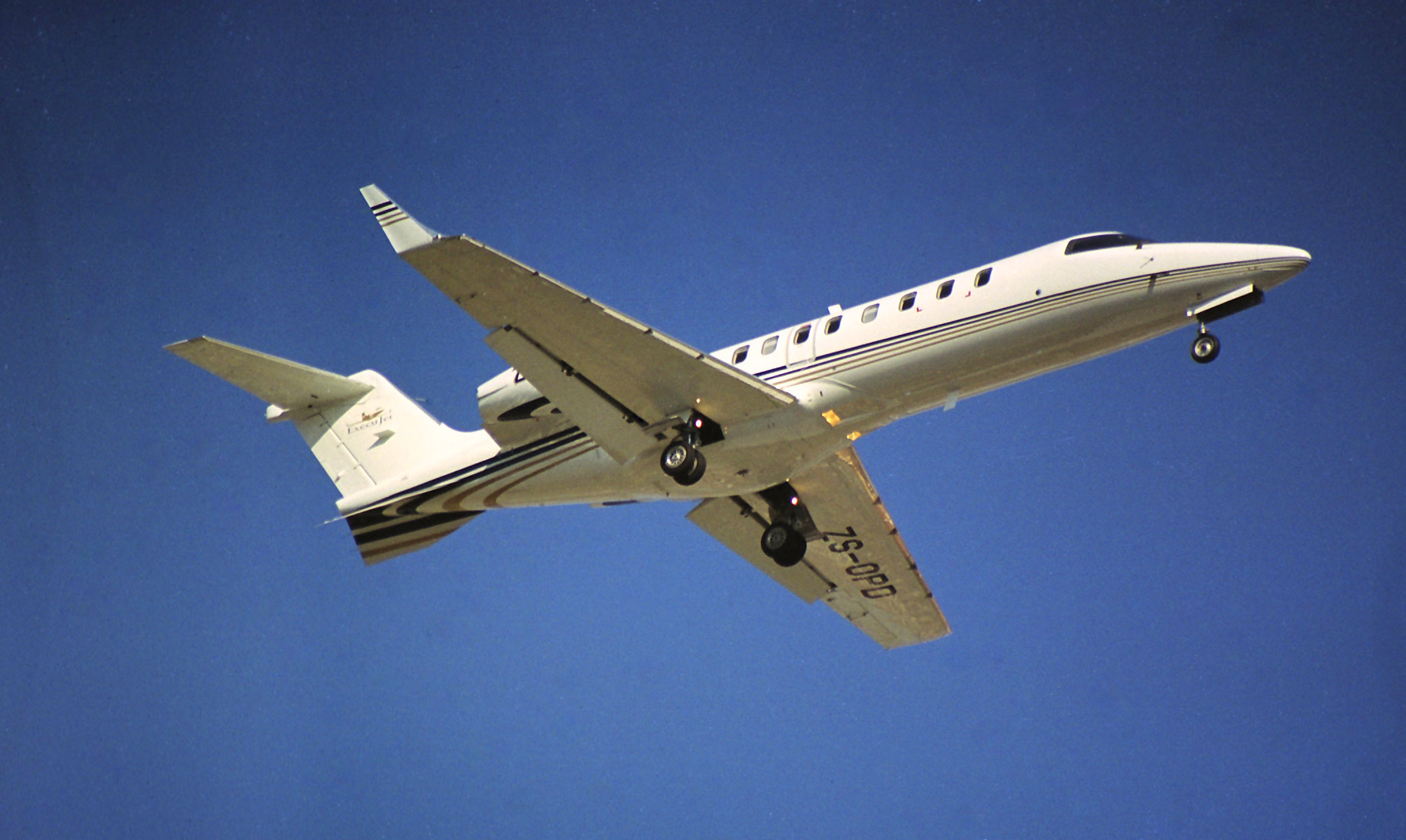
Learjet 45 ZS-OPD

| Name                        | ICAO code | Callsign      | Land                         | Anmerkungen                 |
| --------------------------- | --------- | ------------- | ---------------------------- | --------------------------- |
| Execujet Australia PTY      | IGA       |               | Australien                   | AOC Nummer: CASA.TAAOC.0118 |
| Execujet Aviation (PTY) LTD | EXD       |               | Man (Kanalinsel)             |                             |
| Execujet Europe AG          |           |               | Schweiz                      | AOC Nummer: CH.AOC.1020     |
| Execujet Europe A/S         | VMP       | VAMPIRE       | Dänemark                     | AOC number: DK.AOC.039      |
| Execujet Flight Operations  | EXD       | PLATINUM EXEC | Südafrika                    | AOC number CAA/N996D        |
| Execujet Middle East        | EJO       | MIDJET        | Vereinigte Arabische Emirate | AOC Nummer AT-0013          |
| ExecuJet UK LTD             | LCY       | LONDON CITY   | Vereinigtes Königreich       |                             |